# Herrieden
Herrieden – miasto w Niemczech, w kraju związkowym Bawaria, w rejencji Środkowa Frankonia, w regionie Westmittelfranken, w powiecie Ansbach. Leży około 10 km na południowy zachód od Ansbachu, nad rzeką Altmühl, przy autostradzie A6.

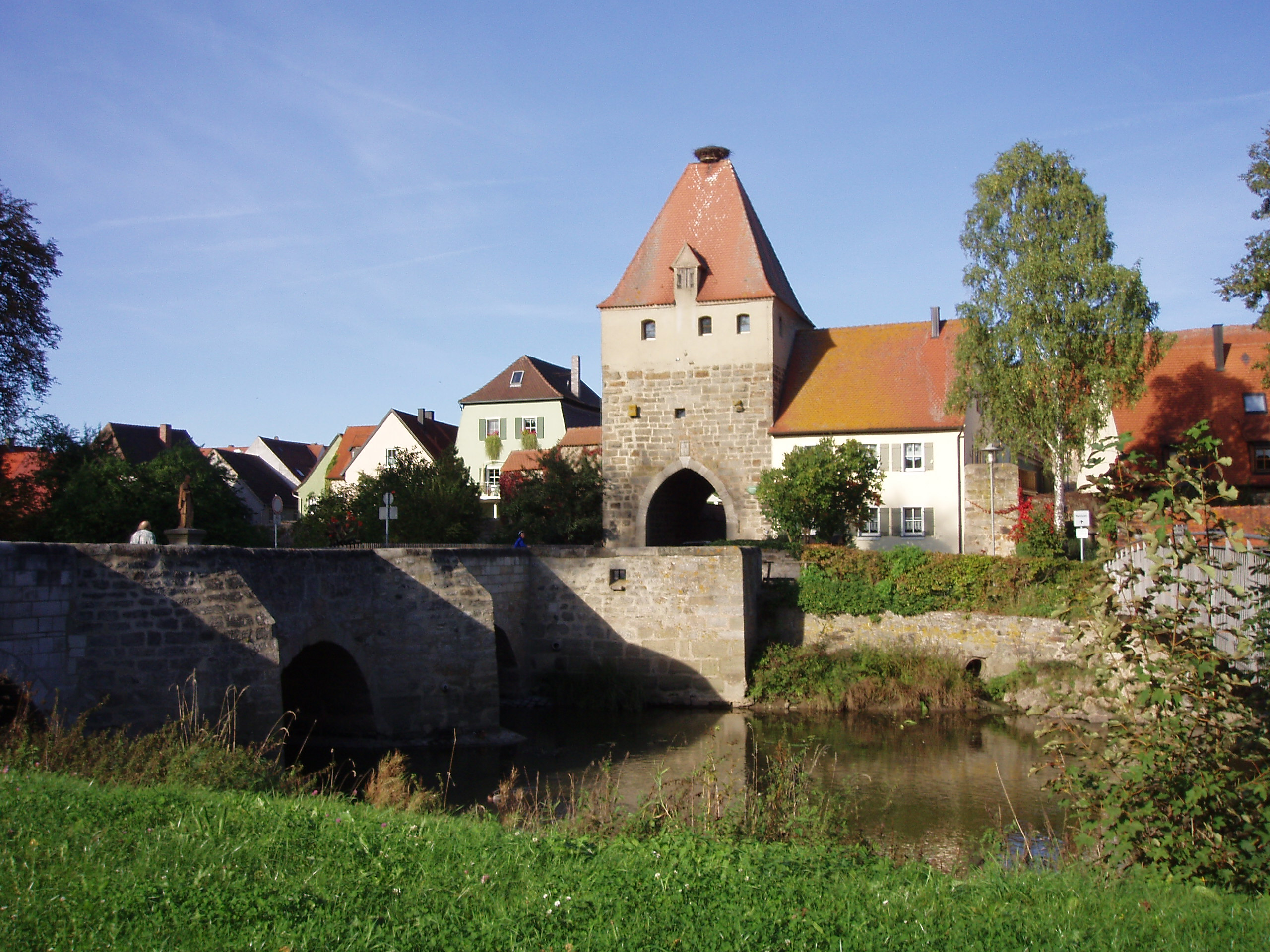
Wieża z bocianim gniazdem

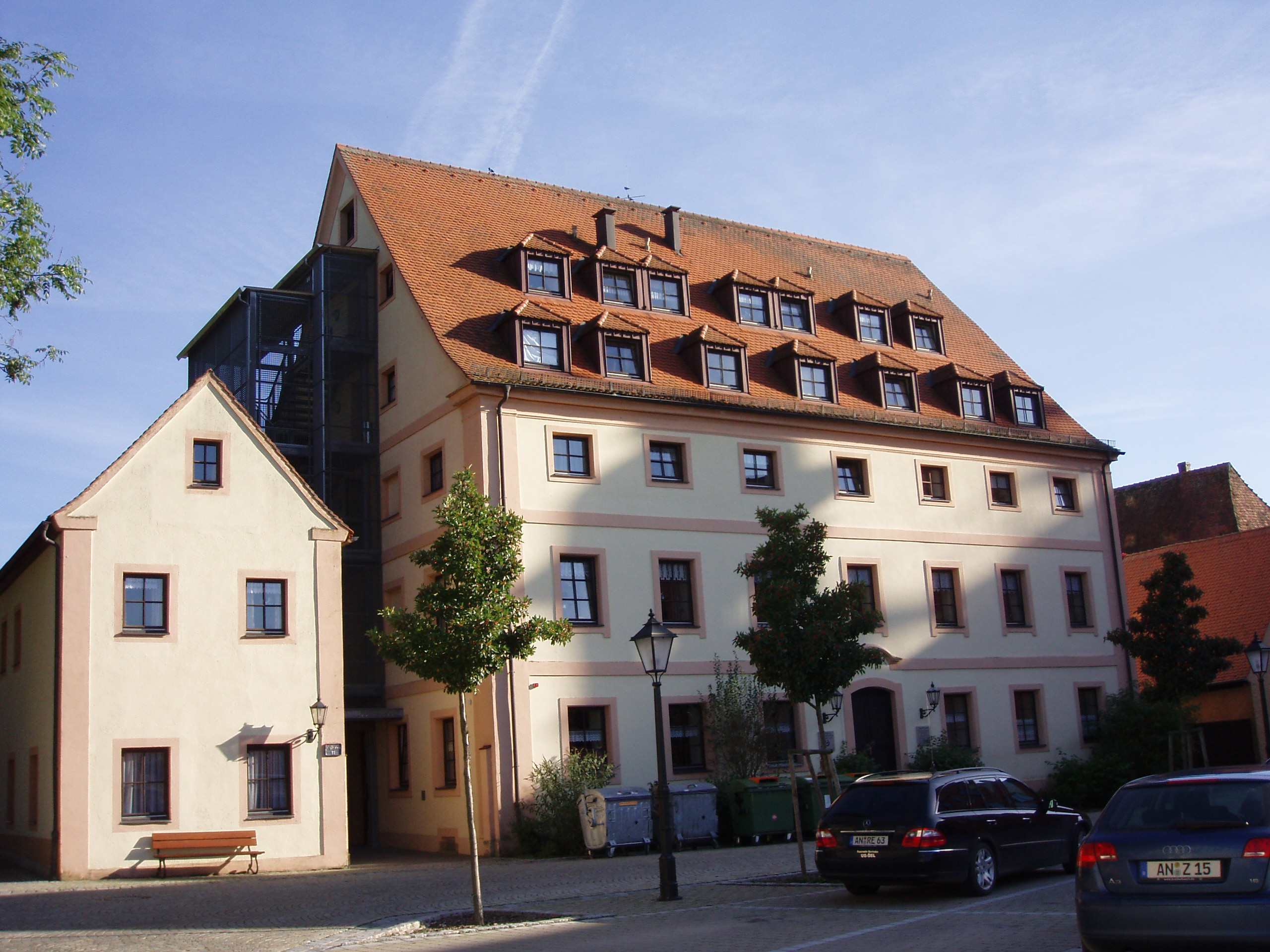
Dom biskupa Gabriela de Gabrieli

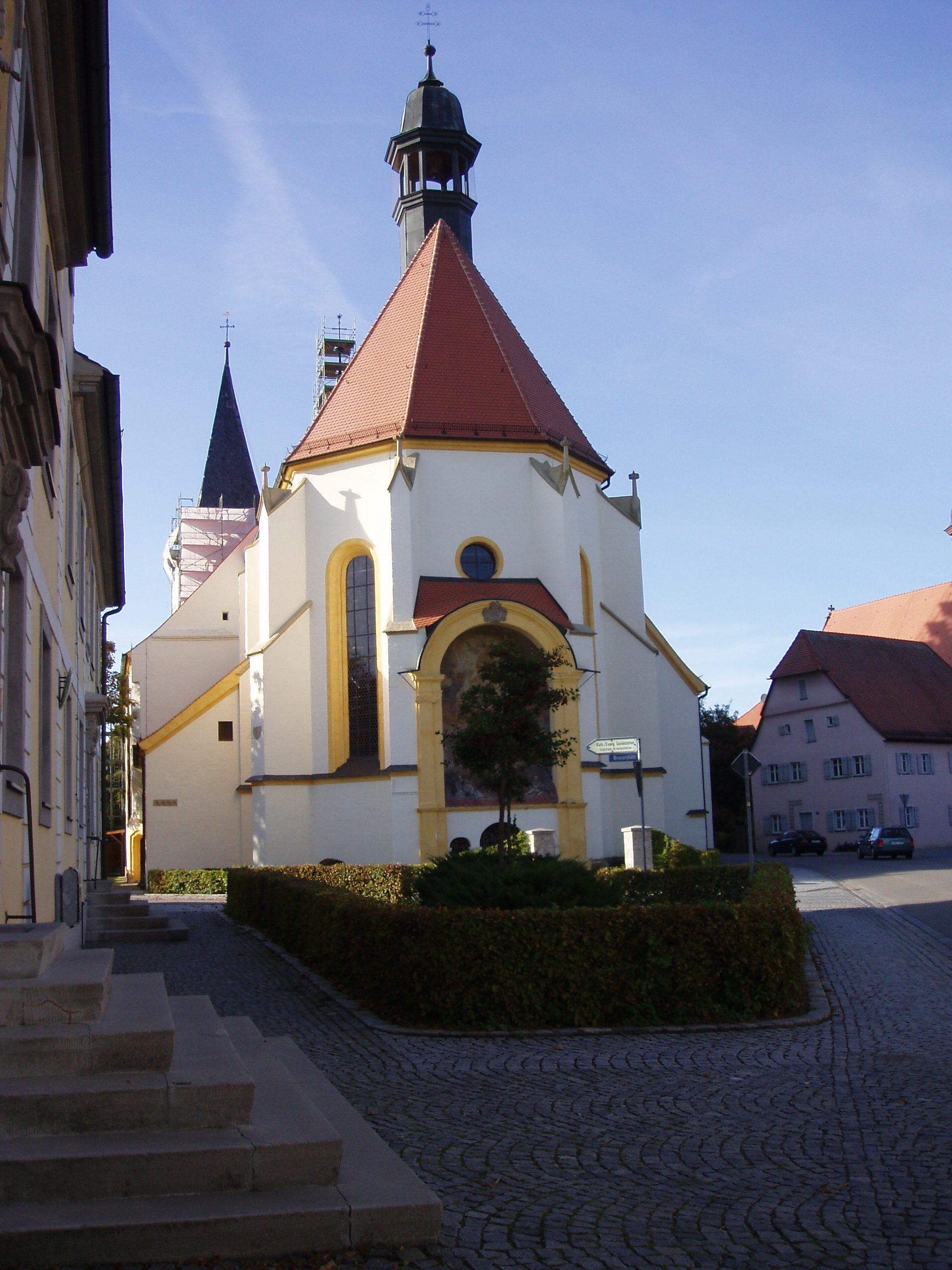
Kościół pw. św. Wita i św. Deocara (St. Vitus u. St. Deocar)

## Współpraca
Miejscowości partnerskie:
- Bockau, Saksonia
- Melk, Austria